# Spider-Woman (Gwen Stacy)
Spider-Woman, alter ego di Gwendolyne Maxine Stacy e colloquialmente nota come Spider-Gwen, è una supereroina dei fumetti statunitensi pubblicati da Marvel Comics. Ideata da Jason Latour e Robbi Rodriguez, il personaggio ha debuttato in Ai confini del Ragnoverso n. 2 come parte della trama del fumetto Ragnoverso (2014–15), che ha portato alla nascita della serie regolare Spider-Gwen, iniziata nel 2015.
Spider-Woman/Ghost-Spider è una variante dell'Uomo Ragno, nonché una versione proveniente da un universo alternativo di Gwen Stacy. Vive sulla Terra-65, dove Gwen Stacy viene morsa da un ragno radioattivo diventando una supereroina prendendo il posto di Peter Parker, che nella continuity principale diventa l'Uomo Ragno. Tra i nemici del personaggio ci sono le versioni di Terra-65 di Matt Murdock e Frank Castle. La personalità, i conflitti e le abilità della Spider-Woman di Gwen Stacy sono molto simili a quelle di Peter.
Spider-Woman è stata accolta con favore da parte della critica che ne ha apprezzato il design, citato come una scelta popolare per i cosplay, e la prospettiva femminista. Per la promozione del personaggio sono state sviluppate diverse altre versioni dello stesso, accompagnate da merchandising. È apparsa anche in serie televisive animate e in diversi videogiochi come personaggio giocabile. Dove Cameron dà la voce al personaggio nel media franchise del 2018–19 Marvel Rising come Ghost-Spider, uno pseudonimo successivamente integrato anche nei fumetti; Laura Bailey, Ashley Johnson, Emily Tennant, Catherine Luciani e Allegra Clark hanno dato la voce del personaggio in altri media. Hailee Steinfeld doppia il personaggio nei film Spider-Man - Un nuovo universo, Across the Spider-Verse e Beyond the Spider-Verse, e tornerà nei panni del personaggio in un film solista.

## Biografia del personaggio

### Origini
Nella realtà alternativa denominata Terra-65, Gwen Stacy è una studentessa della Midtown High School di New York e una batterista di una band chiamata "Mary Janes", composta da lei e dalle sue amiche Mary Jane Watson, Betty Brant e Glory Grant, in competizione con la band "Black Cats" di Felicia Hardy. Morsa da un ragno radioattivo, Gwen diventa l'eroina Spider-Woman. Poco dopo, il suo amico e compagno di classe Peter Parker tenta di vendicarsi di coloro che lo maltrattano, diventando la versione di Terra-65 della Lucertola. Gwen lo sottomette e Peter muore a causa delle sostanze chimiche che ha usato per la sua trasformazione. Fortemente colpita dalla morte di Peter e ispirata a usare i suoi poteri per proteggere gli innocenti, Spider-Woman viene al contempo accusata pubblicamente della morte di Parker da J. Jonah Jameson, mentre suo padre, il capo della polizia George Stacy, le dà la caccia per arrestarla. Durante un successivo confronto con il padre, Gwen gli rivela la sua identità segreta. Il genitore, sconvolto, le permette di scappare.

### Ragnoverso
Nell'arco narrativo di Ragnoverso, Gwen della Terra-65 è una delle tante versioni alternative di Spider-Man nel multiverso reclutate per combattere Morlun e i suoi eredi. Gwen si rende conto che la maggior parte delle sue controparti in altri universi sono morte, inclusa la Gwen Stacy della Terra-616, che è stata il primo amore di Peter Parker. Dicendo a Peter che anche lei non è riuscita a salvare la sua versione di lui, entrambi accettano di prendersi cura l'uno dell'altra. Sebbene la Gwen della Terra-65 si occupi sia di criminali che di nemici del dipartimento di polizia, ha anche alleati come le sue versioni Capitan America (Samantha Wilson), Reed Richards e Peggy Carter, quest'ultima a capo dello S.H.I.E.L.D..

### Gwenom
Dopo aver perso i suoi poteri, Gwen cerca aiuto dal corrotto Matt Murdock (la versione del suo universo di Kingpin) e dalla scienzata Elsa Brock, scoprendo che la combinazione del siero mutageno di Lizard con gli isotopi può formare una versione del simbionte Venom, soprannominata "Gwenom". Così Gwen si lega al simbionte di Elsa, ripristinando i suoi poteri. Quando Murdock colpisce suo padre, George, Gwen cede agli istinti animaleschi del simbionte e quasi uccide Murdock per vendetta. Dopo che lei gli ha risparmiato la vita, Murdock rivela che voleva verificare se Gwen, come lui, sarebbe stata corrotta dal potere. Dopo aver sconfitto Murdock, Gwen assume il pieno controllo del simbionte, rivela pubblicamente la sua identità e si consegna alle autorità per i suoi reati. Dopo aver rifiutato un'offerta di Capitan America per svolgere servizi in cambio di una riduzione della pena, viene condannata per un anno per l'omicidio colposo di Peter Parker e altri reati in una prigione di massima sicurezza dello S.H.I.E.L.D..

### Spider-Geddon
Dopo aver scontato la sua pena detentiva, Gwen viene informata che gli eredi sono tornati e si unisce alla trama di Spider-Geddon. Durante la battaglia finale, Miles Morales si chiede se Gwen sia un fantasma dopo averla creduta morta in un'esplosione (il suo dispositivo di trasporto dimensionale l'aveva bloccata sulla Terra-3109, operando come l'eroica versione femminile di Green Goblin), ispirando il suo nuovo soprannome di "Ghost-Spider", e poi si reca sulla Terra-90214 dopo la morte di Spider-Man Noir.
Tornata sulla Terra-65, Gwen cerca di tornare alla sua vita normale, suonando la batteria con le Mary Janes e tentando di riallacciare i rapporti con l'amico Harry Osborn e suo padre George. Senza la sua identità segreta, le cose si complicano per lei, portando a giudizi da parte del pubblico e attacchi regolari da parte di criminali come l'Uomo-Lupo. Inoltre, il suo simbionte inizia a causarle mal di testa. Poiché Elsa Brock è scomparsa dalla vita pubblica, Gwen si reca sulla Terra-616 per trovare la sua controparte Eddie Brock, mentre Peter Parker, ora insegnante all'Empire State University, si offre volontario per analizzare il simbionte poiché Eddie Brock in questo mondo non è uno scienziato.

### Ghost-Spider
Rendendosi conto che la sua identità segreta è intatta in questa dimensione, Gwen decide di frequentare il college pacificamente sulla Terra-616 senza preoccuparsi degli attacchi dei suoi nemici. Con l'aiuto di Peter, si iscrive all'Empire State University, spiegando alle ammissioni scolastiche che viene da un'altra dimensione. Questo, insieme ai suoi record di test e Parker che garantisce per lei, fa guadagnare l'iscrizione a Gwen e una borsa di studio che si applica ai visitatori di altri mondi e dimensioni. Gwen inizia a frequentare regolarmente le lezioni mentre fa la pendolare avanti e indietro sulla sua stessa Terra, incontrando regolarmente Peter. In costume, combatte le minacce su entrambi i mondi, tra cui Miles Warren, divenuto il malvagio Sciacallo.

## Caratterizzazione
Molti tratti della personalità della Spider-Woman di Gwen Stacy, oltre che i suoi conflitti personali, riprendono quelli di Peter Parker della Terra-616. Tra i conflitti comuni, c'è l'attenzione negativa da parte dei media e il conflitto sul dover coincilare la vita da supereroina con la sua normale vita da membro di una band. La critica ha commentato l'eroina, definendola sarcastica e saggia durante i combattimanti con i cattivi e i supercriminali.

## Poteri e abilità
Spider-Woman era originariamente raffigurata con poteri simili a quelli dell'originale Spider-Man, dovuti a un morso di un ragno radioattivo. Questi poteri includono agilità e velocità potenziate, forza sovrumana (che le consente di sollevare circa 10 tonnellate), la capacità di ragno di aderire a superfici come i muri e un "senso di ragno" precognitivo che la avverte del pericolo. Usa i lancia-ragnatele creati da Janet van Dyne, che sono dotati di meccanismi che aiutano a filtrare l'umidità dall'aria per creare un fluido adesivo e non richiedono il riempimento fintanto che è presente umidità. In quanto figlia di un capitano della polizia, Gwen ha sviluppato capacità investigative e pensiero analitico. Non è addestrata al combattimento, ma ha raccolto elementi dai film di kung fu.
Il personaggio ha i poteri ridotti, ma li riacquista dopo essersi unita alla versione del suo universo del simbionte Venom. Il simbionte si nutre dei nutrienti del suo corpo, ma se non consuma i nutrienti corretti, i poteri di Gwen diventano instabili. Per aiutare a mantenere stabile il suo simbionte, Gwen mangia spesso cibo extra e ha reso le patatine di cavolo una parte regolare della sua dieta, poiché il simbionte risponde bene alla cellulosa.

## Accoglienza
La Spider-Woman di Gwen Stacy è stata accolta con recensioni positive da parte della critica. Il suo design è citato come una scelta popolare per cosplay e fan art. Andrew Wheeler di ComicsAlliance ha ritenuto che anche se Gwen Stacy avrebbe dovuto rimanere morta, il costume lo ha ispirato a rivederla. Lo ha anche citato come un potenziale costume da supereroe preferito da anni. Il direttore creativo di Marvel Games, Bill Rosemann, ha descritto Gwen Stacy come "uno dei più grandi progetti di supereroi moderni". Jesse Schedeen di IGN, esaminando il primo numero di Spider-Gwen, ha detto che il personaggio non è mai apparso come una semplice variante femminile di Peter Parker ed era anche distinto da Jessica Drew, Julia Carpenter, Mayday Parker, Anya Corazon e altre donne in costume a tema di ragno. Jessie Schedeen ha detto che Gwen aveva "la sua serie di problemi e il suo tipo di umorismo". Doug Zawisza, scrivendo per Comic Book Resources, ha descritto Gwen Stacy come "simpatica e divertente, conflittuale ma determinata e veloce con uno zinger", aggiungendo: "Latour dà a Gwen problemi del mondo reale e supereroici. Ha problemi familiari e problemi di percezione."
Il personaggio ha attirato l'attenzione critica su una prospettiva femminista. Aja Romano del Daily Dot ha ritenuto che la nuova interpretazione di Gwen Stacy fosse una nuova versione della sua versione originale a causa di un tropo comune di donne che muoiono per amore dell'angoscia degli uomini. Ha elogiato il fatto che invece di interpretare il ruolo della ragazza di un supereroe, Latour l'ha concepita come una "persona completamente formata". Joshua Rivera di Entertainment Weekly ha ritenuto che "Spider-Gwen ha successo perché non è un'inversione superficiale, ma un esame di ciò che rende Spider-Man un personaggio importante." Ryan Lynch di Screen Rant l'ha definita la seconda più grande versione alternativa di Spider-Man, dicendo che le sue storie erano "una visione unica del mito del ragno che ha fornito storie uniche basate su personaggi arricchiti con una scrittura intelligente". Mark Ginnochio, scrivendo per Comicbook.com, ha detto che il debutto del personaggio è stato la quarta migliore storia alternativa di Spider-Man, e che anche se Gwen Stacy era un nuovo personaggio, era sulla buona strada per affermarsi come una delle supereroine più popolari della Marvel.

## Altri media

### Cinema
Spider-Woman compare in Spider-Man - Un nuovo universo e in Spider-Man: Across the Spider-Verse, doppiata da Hailee Steinfeld.

### Televisione
Spider-Woman compare in:
- Ultimate Spider-Man (2012)
- Marvel Funko Shorts (2016)
- Spider-Man (2017)
- Marvel Super Hero Adventures (2017)
- Marvel Rising (2018)
- Spidey e i suoi fantastici amici (2021)

### Videogiochi
- Marvel: Avengers Alliance
- Marvel Heroes
- Marvel Puzzle Quest
- Spider-Man Unlimited
- Marvel: Sfida dei Campioni
- Marvel Future Fight
- Marvel World of Heroes
- Marvel Avengers Academy
- LEGO Marvel Super Heroes 2
- Marvel Strike Force
- Marvel Super War
- Marvel: La Grande Alleanza 3: L'Ordine Nero
- Marvel Realm of Champions
- Marvel Duel